# Sara De Lellis
Sara De Lellis (Anzio, 14 novembre 1986) è una pallavolista italiana, palleggiatrice del Cisterna.

## Carriera
La carriera di Sara De Lellis inizia nella stagione 2000-01 nel San Casciano, in Serie B1; nella stagione successiva passa al Volleyrò, in Serie C, dove resta per quattro stagioni, giocando anche in Serie B1 a partire dalla stagione 2003-04.
Dopo un'annata in Serie B2 con la Santulli Aversa, torna nuovamente in Serie B1 per il campionato 2006-07 con la Fortitudo Rieti; nella stessa categoria milita anche nella stagione successiva con il Pool Piave, a cui è legata per due annate.
L'esordio nella pallavolo professionistica avviene nella stagione 2009-10, quando viene ingaggiata dal Villanterio, in Serie A1, tuttavia già nella stagione successiva è in Serie A2 con il San Vito, dove rimane per due campionati; milita poi nel campionato cadetto nella stagione 2012-13 nuovamente con il club di San Casciano in Val di Pesa, nella stagione 2013-14 con il Soverato, in quella 2014-15 con la neopromossa VolAlto Caserta, dove resta per due annate, e in quella 2016-17 con la SAB di Legnano. Per il campionato 2017-18 è ancora in Serie A2 con il Chieri '76, con cui raggiunge la promozione in massima serie, categoria in cui milita nell'annata 2018-19.
Nella stagione 2019-20 scende nuovamente nel campionato cadetto, ingaggiata dalla Due Principati di Baronissi, mentre in quella successiva è di scena in Serie B1 con la maglia del Cisterna.